# Aleksander Semkowicz (senator)

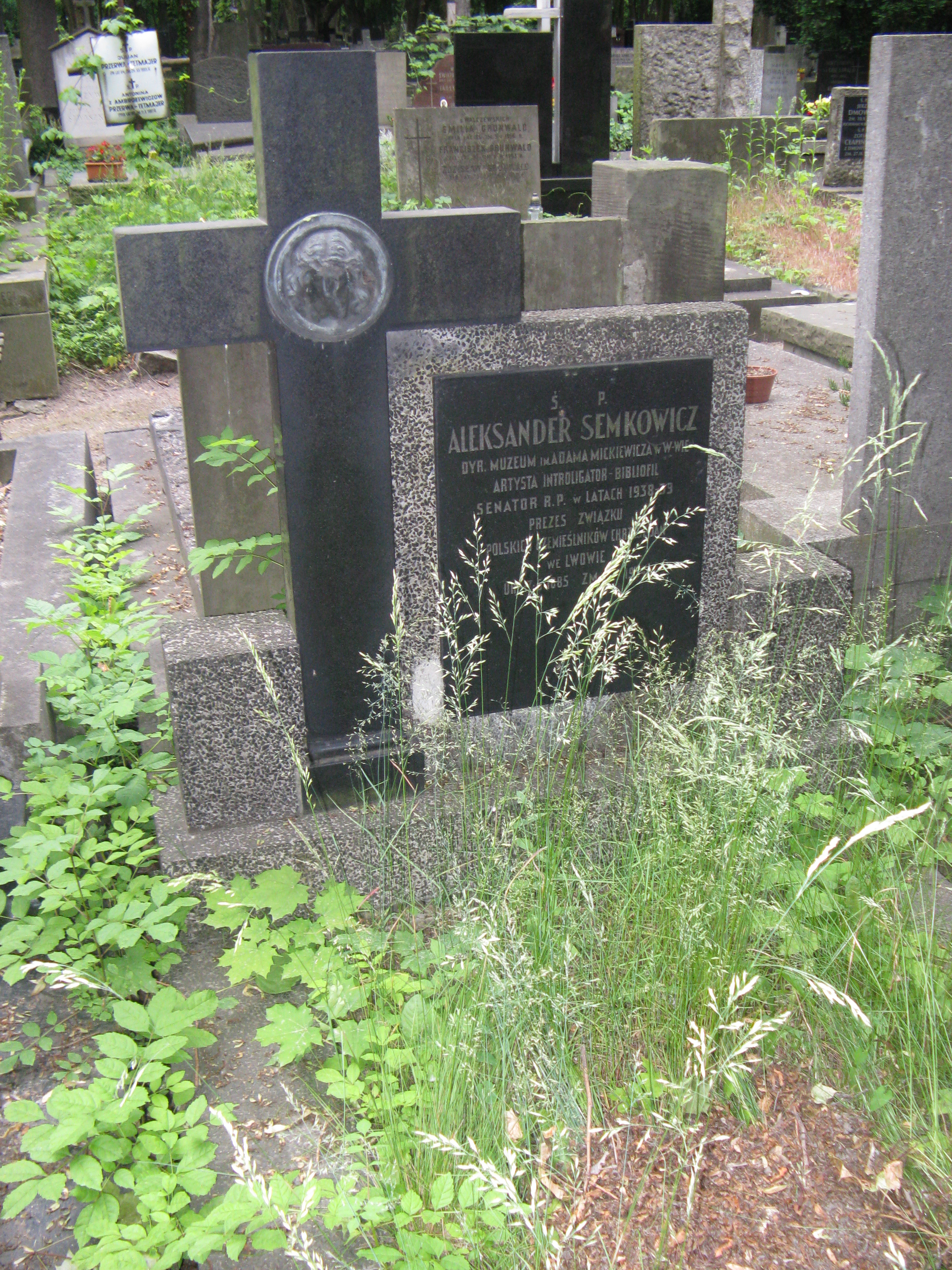
Grób Aleksandra Semkowicza na cmentarzu Powązkowskim w Warszawie

Aleksander Semkowicz (ur. 17 czerwca 1885 w Tłustem, zm. 8 lipca 1954 w Warszawie) – polski bibliograf i introligator, miłośnik literatury Adama Mickiewicza, senator w II Rzeczypospolitej. Inicjator powołania Muzeum Literatury im. Adama Mickiewicza w Warszawie i w latach 1950-1954 jego pierwszy dyrektor.

## Życiorys
Był synem Antoniego i Ludmiły z domu Faranowskiej. Jego stryjem był Aleksander Semkowicz, a bratem stryjecznym Władysław Semkowicz. Osierocony w wieku sześciu lat, wychowywał się w sierocińcu we Lwowie. W tym mieście uczył się w szkołach. Po ukończeniu 3 klasy gimnazjum uczył się zawodu introligatora, a dzięki stypendium C. K. Wydziału Krajowego wyjechał na praktykę zawodową do Niemiec i przez 6 lat uczył się w zawodu, przebywając w Świebodzinie, Kilonii i Lipsku. W 1909 ukończył studia w Królewskiej Akademii Graficznej w Lipsku. Po powrocie w rodzinne strony założył największą wtedy na ziemiach polskich introligatornię Zakładu Narodowego im. Ossolińskich we Lwowie i pozostawał jej kierownikiem technicznym do 1917.
Od listopada 1918 do października 1919 służył w szeregach Wojska Polskiego, m.in. biorąc udział w wojnie polsko-ukraińskiej, a potem był kierownikiem archiwum map.
oddz. kartograficznego we Lwowie i Przemyślu. Po zwolnieniu z armii założył w 1920 we Lwowie własną firmę introligatorską we Lwowie. Z biegiem lat zaczął specjalizować się w konserwacji starodruków i gromadzić pamiątki związane z Adamem Mickiewiczem. W 1930 przeprowadził się z rodziną do nowo wybudowanego własnego domu nazwanego Domem pod Książką. W 1931 został wybrany na starszego Cechu Introligatorów we Lwowie. W 1936 założył Związek Polskich Rzemieślników Chrześcijan województwa lwowskiego. W 1938 mianowany radcą Lwowskiej Izby Rzemieślniczej
By bibliofilem, należał do Rady bibliofilskiej w Warszawie. Publikował w tej dziedzinie, m.in. pracę pt. O wydaniach Mickiewicza w ciągu stulecia (1926), za co Polska Akademia Umiejętności mianowała go współpracownikiem Komisji Historii Literatury Polskiej. 
Był członkiem OZN. Po założeniu tegoż powołany do Tymczasowego Prezydium Okręgu Lwowskiego, potem został członkiem Rady Okręgowej OZN, członkiem Okręgowego Biura Studiów i przewodniczącym komisji rzemieślniczej. W Sekretariacie Porozumiewawczym POS prowadził sekcję gospodarczą miejską i został członkiem Komitetu Wykonawczego. W 1938 został wybrany senatorem V kadencji (1938–1939) z województwa lwowskiego, pracował w komisjach: gospodarczej, skarbowej i społecznej.
Po wybuchu II wojny światowej i włączeniu Lwowa do ZSRR utracił swój zakład, którego wyposażenie wywieziono w głąb ZSRS. W związku z utratą pracy zatrudnił się jako konserwator zabytkowych książek w Ossolineum. Podczas okupacji niemieckiej rodzina została eksmitowana, a Semkowicz utrzymywał ją z handlu kartoflami. W 1944  został zesłany do Donbasu, skąd wrócił pieszo po 9 miesiącach i osiadł w 1946 w Krakowie.
Po przeprowadzce do Krakowa Semkowicz kontynuował pracę starodrukami Mickiewicza. Wkrótce potem powierzono mu organizację w Warszawie wystawy z okazji 150-lecia urodzin Mickiewicza. W związku z nowym zadaniem przeprowadził się wraz z żoną do Warszawy. Był inicjatorem powołania Muzeum Literatury im. Adama Mickiewicza w Warszawie i od 1950 jego pierwszym dyrektorem.
24 września 1912 ożenił się z Heleną Heinke. Miał z nią czworo dzieci: Władysława, Jana, Stanisławę i (zmarłą w dzieciństwie) Helenę. Zmarł 8 lipca 1954 w Warszawie. Został pochowany na cmentarzu Powązkowskim w Warszawie (kwatera 133-6-22).
Wdowa skatalogowała i przekazała na rzecz muzeum pozostały po nim prywatny księgozbiór związany z Mickiewiczem.

## Odznaczenia i nagrody
- Srebrny Krzyż Zasługi (1938)[2]
- Srebrny Wawrzyn Akademicki (4 listopada 1937)[8]
- Gwiazda Przemyśla
- Odznaka Honorowa „Orlęta”
- Order Białego Kruka
- złoty medal na P. W. K. w Poznaniu[2]
- srebrny medal od Ministerstwa Przemysłu i Handlu[2]
- złoty medal na Międzynarodowej Wystawie Rzemiosła w Berlinie[2]
- wiele medali na wystawach rzemiosła artystycznego za dzieła introligatorskie[5].